# Научная поэзия
Научная поэзия — разработанная в конце XIX века теория французского поэта Рене Гиля, согласно которой поэтическое искусство настоящего и будущего должно в большей степени опираться на рациональные начала и теснее взаимодействовать с научным мировоззрением (аналог экспериментального романа Золя).
Согласно обобщающему пересказу Валерия Брюсова, в рамках концепции Гиля

Поэзия должна осмысливать действительность, устанавливать её отношения к постоянным законам истории и социологии. <…> Только взаимодействие искусства и науки в силах создать истинную культуру данной эпохи. Поэзия должна дополнять науку, и обратно. Силой творческой интуиции поэт должен улавливать между элементами мира и жизни — связи, ещё не установленные точным знанием, и предугадывать новые пути, по которым наука может идти к новым завоеваниям. И если искусство должно отправляться от данных науки, то, в свою очередь, наука должна искать животворного дыхания в искусстве.

В тех или иных формах, отмечал Гиль, идеал взаимодействия поэзии и позитивного знания реализовывался и прежде: в частности, к этому идеалу были близки труды Лукреция, поэзия Гёте и Шелли. Сподвижник Гиля Рене Аркос причислял к предтечам «научной поэзии» и ряд других авторов, от Эмпедокла и Парменида до Эмиля Верхарна. Сам Гиль на протяжении двух десятков лет развивал и пропагандировал своё учение — как в неоднократно переиздававшейся с дополнениями и поправками теоретической работе, впервые выпущенной в 1887 году под названием «Трактат о слове» (фр. Traité du Verbe), так и в своих масштабных поэтических сочинениях: отмечалось, в частности, что на «словесной инструментовке» Гиля — подборе лексики, звуковой строй которой соответствует теме произведения, — сказались идеи Германа Гельмгольца о «звуковых впечатлениях». Продолжателями Гиля в той или иной степени выступили такие поэты и прозаики рубежа столетий, как Шарль Вильдрак, Жюль Ромэн, Жорж Дюамель.